# Археолошки локалитет Илирско гробље у Буковачком пољу
Археолошки локалитет Илирско гробље у Буковачком пољу на коме је  током рекогносцирања 2003. године,откривена некропола, у којој је је констатовано девет земљаних хумки које су биле распоређене у два реда. На овом гробљу се инцинерација (сепулкрални обред спаљивање покојника), примењивана као доминантан, понекад и једини, начин сахрањивања. Извођење овог ритуала и његова садржајност зависили су од епохе и културе погребних обичаја једне популације, као и од друштвеног положаја самог покојника. Ова некропола припада позном бронзаном добу у оквиру кога је инцинерација примењивана као доминантан, понекад и једини, начин сахрањивања.

## Положај
Некропола Илирско гробље откривена је током рекогносцирања 2003. године, у селу Буковац, 12 km југозападно од Мионице и 15 km источно од Ваљева.

## Археолошка истраживања локалитета
Некропола Илирско гробље откривена је током рекогносцирања 2003. године,
када је констатовано девет земљаних хумки које су биле распоређене у два реда. Пречник ових хумки износио је између 12 и 20 m, док је њихова висинa била у распону од 0,5 до 2 m. На површини хумки нађени су остаци фрагментованих керамичких урни као и ситни фрагменти нагорелих људских костију.
Током 2004. године стручњаци Истраживачке станице Петница и Завода за заштиту споменика културе у Ваљеву започели су археолошка ископавања некрополе Илирско гробље, и до 2007. годином испитали
укупно шест хумки, чиме је локалитет истражен у потпуности.
На некрополама Подгорине и Доњег Подриња, којима припада и Илирско гробље, покојници су спаљивани директно на месту накнадно изграђене хумке, или пак на устринама. Остаци покојника су потом скупљани у урне, а у ситуацијама када исти нису могли бити у целини похрањени у урну, вишак је одлаган у додатне посуде које су стављане уз примарну урну. Постоје и ситуације када је скелетни материјал просипан у јаму, поред или преко урне. Такав случај је забележен управо на Илирском гробљу, на хумкама 4 и 5. 
Археолошки извештаји говоре и о присуству бронзаних предмета током инцинерације, о чему сведоче бронзани налази који су или спаљивани заједно са покојником, или су накнадно полагани уз урну након инцинерације.
На територији Илирског гробља у Буковачком пољу сахрањене су 22 индиви-
дуе. Идентификован је пол код шест покојника (3 мушког и 3 женског пола), док је старост утврђена код 16 индивидуа (10 одраслих особа, 5 особа дечијег узраста, и једно новорођенче). Скелетни остаци новорођенчета представљају куриозитет за српску, али и светску литературу. Од патолошких промена на костима, само код једне индивидуе су регистроване почетне дегенеративне промене пршљенских тела. У погребним обичајима нису коришћене животиње, будући да у скелетном материјалу њихови остаци нису идентификовани.
Тела покојника у целини су излагана ватри, са меким ткивима, што говори у прилог већ наведеном закључку, да се са телима покојника пре спаљивања није манипулисало у смислу декарнације.
Остаци спаљених индивидуа су пре полагања у урне механички уситњавани. То-
ком појединих сахрана практиковано је спаљиване покојника заједно са накитом или предметима од бронзе. Већина покојника је спаљена на температурама изнад 800 °C. Није познато које је дрво коришћено током спаљивања, али је извесно да су спалишта прављена на отвореном простору, што је омогућило довољне количине кисеоника за подстицање горења и развијање овако високих температура.